# Odorheiu Secuiesc
Odorheiu Secuiesc (ungerska: Székelyudvarhely, även känd som Odorhei, ungerska: Udvarhely, tyska: Oderhellen) är en stad (municipiu) i länet Harghita i det historiska landskapet Transsylvanien i centrala Rumänien. Staden är länets näst största och hade 34 257 invånare under folkräkningen 2011.
Tidigare har staden utgjort residensstad i det dåvarande länet Odorhei.

## Demografi
Odorheiu Secuiesc hade 36 948 invånare vid folkräkningen 2002. 95,7 % av dessa, eller 35 359 invånare, var szekler (en ungersk folkgrupp), vilket gör staden till den stad med näst störst andel ungrare i hela landet.

## Vänorter
- Békéscsaba (Ungern)
- Subotica (Serbien)

## Bilder

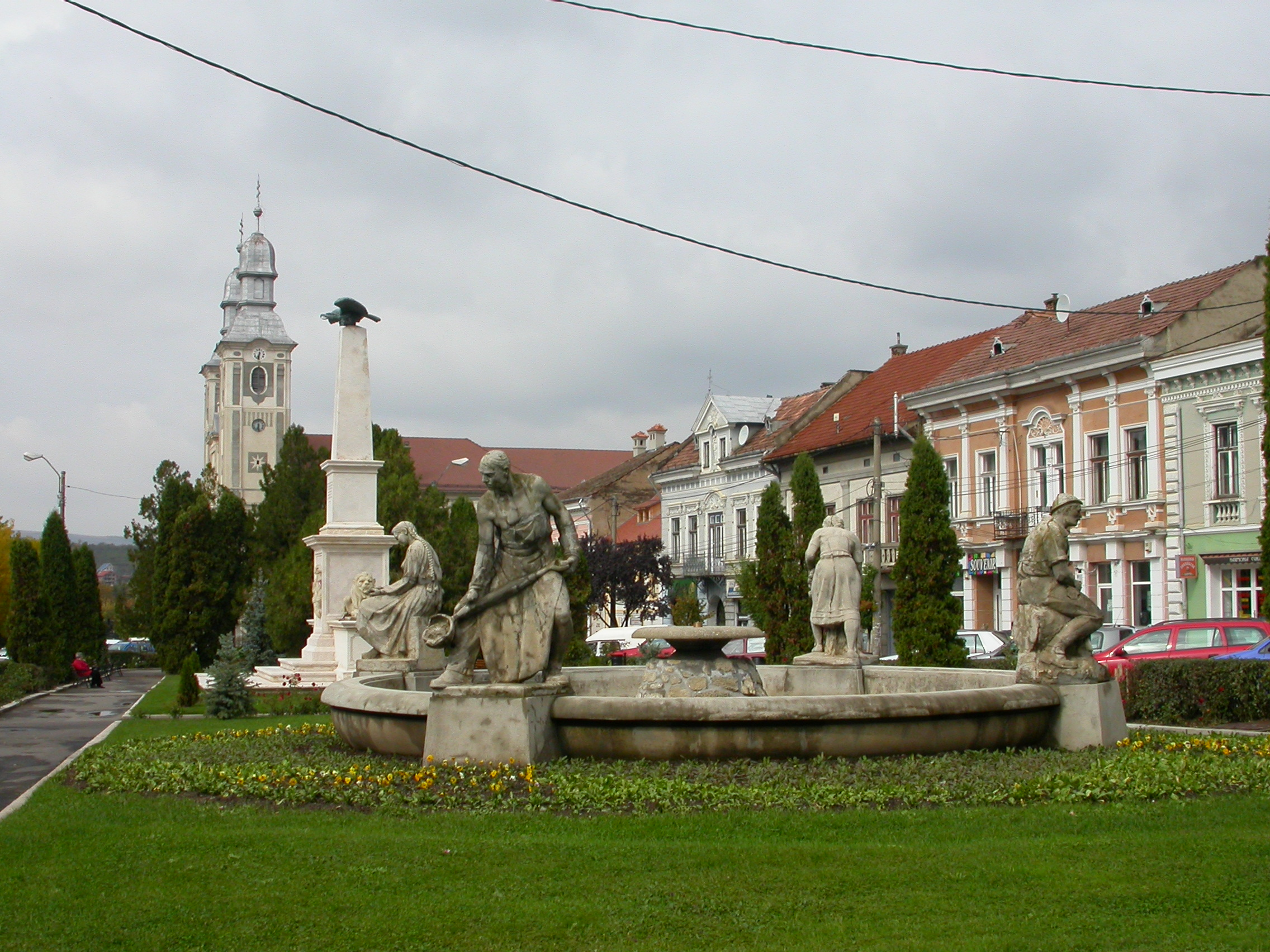
Stadshustorget.
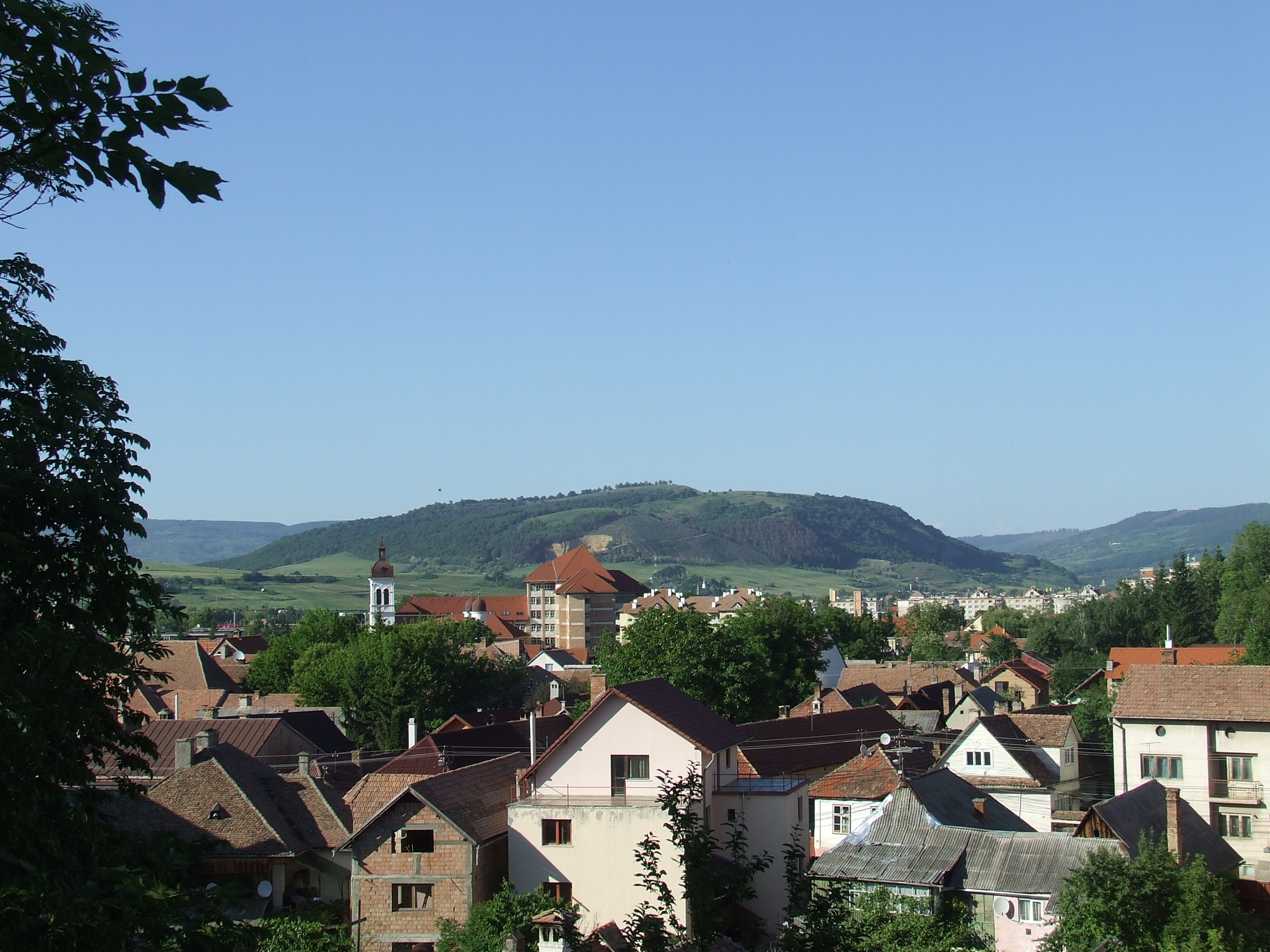
Vy över delar av staden.